# Voivodato di Bielsko-Biała

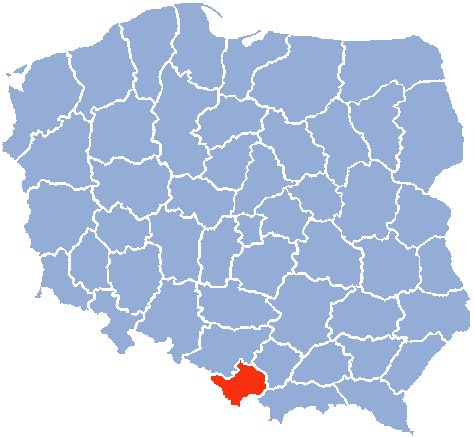
Voivodato di Bielsko-Biala

Il voivodato di Bielsko-Biała (in polacco: województwo bielskie) era un'unità di divisione amministrativa e di governo locale della Polonia dal 1975 al 1998, diviso poi nel voivodato della Slesia e nel voivodato della Piccola Polonia. Il suo capoluogo era Bielsko-Biała.

## Principali città
- Bielsko-Biała
- Oświęcim
- Cieszyn
- Żywiec
- Andrychów
- Chełmek
- Kalwaria Zebrzydowska
- Kęty
- Maków Podhalański
- Skoczów
- Strumień
- Szczyrk
- Sucha Beskidzka
- Ustroń
- Wadowice
- Wilamowice
- Wisła
- Zator